# César Santin
César Santin (ur. 24 lutego 1981 w Porto Alegre) – brazylijski piłkarz występujący na pozycji napastnika. Zawodnik klubu CE Aimoré.

## Kariera
Santin seniorską karierę rozpoczynał w 2001 roku w klubie São José. W 2002 roku odszedł do Grêmio z Serie A. W tych rozgrywkach zadebiutował 22 sierpnia 2002 roku w przegranym 0:2 pojedynku z Guarani FC. W sezonie 2002 w barwach Grêmio rozegrał 6 ligowych spotkań. W 2003 roku został graczem Vitórii Salvador, również z Serie A. Nie zagrał tam jednak w żadnym meczu. W 2004 roku ponownie trafił do São José.
W tym samym roku Santin odszedł do szwedzkiego Kalmaru. W Allsvenskan pierwszy mecz zaliczył 4 kwietnia 2004 roku przeciwko ekipie IFK Göteborg (0:0). 12 kwietnia 2004 roku w wygranym 2:1 meczu z zespołem Helsingborgs IF strzelił pierwszego gola w Allsvenskan. W 2007 roku z 12 bramkami na koncie zajął 3. miejsce w klasyfikacji strzelców Allsvenskan. W tym samym roku wywalczył z klubem wicemistrzostwo Szwecji, a także zdobył z nim Puchar Szwecji.
Latem 2008 roku Santin podpisał kontrakt z duńskim zespołem FC København. W Superligaen zadebiutował 27 lipca 2008 roku w zremisowanym 1:1 spotkaniu z Randers FC. 17 sierpnia 2008 roku w wygranym 3:1 pojedynku z FC Midtjylland zdobył pierwszego gola w Superligaen. W 2009 roku wygrał z klubem rozgrywki Pucharu Danii. W tym samym roku, a także rok później zdobył z nim mistrzostwo Danii. W 2014 grał w APOEL FC, a następnie w Kalmar FF. W 2016 przeszedł do CE Aimoré.